# Аршали (Жарминський район)
Аршали́ (каз. Аршалы) — село у складі Жарминського району Абайської області Казахстану. Адміністративний центр Аршалинського сільського округу.
Населення — 331 особа (2021; 487 у 2009, 735 у 1999, 1022 у 1989).
Національний склад станом на 1989 рік:
- казахи — 100 %

До 1993 року село називався Кріуші.